# Asperula aristata
Espèce
Synonymes
- Asperula aristata subsp. aristata[1]
- Asperula breviflora Batt.[1]
- Asperula canescens Vis.[1]
- Asperula digyna Dufour[1]
- Asperula exaristata Lacaita[1]
- Asperula flaccida Ten.[1]
- Asperula longiflora Waldst. & Kit.[1]
- Asperula macrorrhiza Hoffmanns. & Link[1]
- Asperula papillosa Lange[1]
- Asperula scabra C.Presl[1]
- Galium aristulatum F.Herm.[1]

Asperula aristata, l'Aspérule aristée ou Aspérule à fleurs longues est une plante herbacée de la famille des Rubiacées.

## Liste des variétés et sous-espèces
Selon World Checklist of Selected Plant Families (WCSP) (2 octobre 2021) :
- Asperula aristata subsp. aristata
- Asperula aristata subsp. calabra (Fiori) Del Guacchio & P.Caputo (2016)
- Asperula aristata subsp. condensata (Heldr. ex Boiss.) Ehrend. & Krendl (1974)
- Asperula aristata subsp. nestia (Rech.f.) Ehrend. & Krendl (1974)
- Asperula aristata subsp. scabra Nyman (1879)
- Asperula aristata subsp. thessala (Boiss. & Heldr.) Hayek (1930)

Tropicos (2 octobre 2021) (Attention liste brute contenant possiblement des synonymes) :
- Asperula aristata subsp. longiflora (Waldst. & Kit.) Hayek
- Asperula aristata subsp. oreophila (Briq.) Hayek
- Asperula aristata subsp. umbellulata (Reut.) Hayek
- Asperula aristata var. brachysiphon Lange
- Asperula aristata var. canescens (Vis.) Nyman
- Asperula aristata var. longiflora (Waldst. & Kit.) H. Ross
- Asperula aristata var. macrorrhiza (Hoffmanns. & Link) Nyman
- Asperula aristata var. macrosyphon Lange
- Asperula aristata var. pirinica (Stoj. & Acht.) Ančev
- Asperula aristata var. pubescens (Boiss.) Ortega Oliv. & Devesa

## Statuts de protection, menaces
L'espèce n'est pas considérée comme étant menacée en France. Elle est classée Espèce de préoccupation mineure (LC) par l'UICN.